# Psychopsis elegans
Psychopsis elegans is een insect uit de familie van de Psychopsidae, die tot de orde netvleugeligen (Neuroptera) behoort. 
Psychopsis elegans is voor het eerst wetenschappelijk beschreven door Guérin-Méneville in 1844.